# Championnat de Bahreïn de football 2006-2007
Navigation
Saison précédente Saison suivante
La saison 2006-2007 du Championnat de Bahreïn de football est la cinquante-et-unième édition du championnat national de première division à Bahreïn. Les douze meilleures équipes du pays sont regroupées au sein d'une poule unique où elles s'affrontent deux fois, à domicile et à l'extérieur. En fin de saison, les deux derniers du classement sont relégués et remplacés par les deux meilleurs clubs de deuxième division.
C'est Al Muharraq Club, tenant du titre, qui remporte à nouveau la compétition, après avoir terminé en tête du classement final, avec douze points d'avance sur Riffa Club et quinze sur Al Najma Club. C'est le vingt-neuvième titre de champion de Bahreïn de l'histoire du club.

## Les clubs participants
| - Al Muharraq Club - Riffa Club - East Riffa - Al Najma Club - Malkiya Club - Manama Club - Promu de D2 | - Al-Shabab Club - Busaiteen Club - Al-Ahli Club - Bahrain Club - Setra Club - Al Hala SC - Promu de D2 |

## Compétition

### Classement
Le classement est établi sur le barème de points classique (victoire à 3 points, match nul à 1, défaite à 0).
| Rang | Équipe           | Pts | J  | G  | N  | P  | Bp | Bc | Diff |
| ---- | ---------------- | --- | -- | -- | -- | -- | -- | -- | ---- |
| 1    | Al Muharraq Club | 53  | 22 | 17 | 2  | 3  | 56 | 17 | +39  |
| 2    | Riffa Club       | 41  | 22 | 12 | 5  | 5  | 34 | 16 | +18  |
| 3    | Al Najma ClubC   | 38  | 22 | 11 | 5  | 6  | 32 | 23 | +9   |
| 4    | Busaiteen Club   | 33  | 22 | 9  | 6  | 7  | 35 | 27 | +8   |
| 5    | Bahrain Club     | 29  | 22 | 7  | 8  | 7  | 27 | 32 | -5   |
| 6    | Al Hala SCP      | 28  | 22 | 8  | 4  | 10 | 42 | 44 | -2   |
| 7    | Al-Shabab Club   | 27  | 22 | 6  | 9  | 7  | 30 | 29 | +1   |
| 8    | Al-Ahli Club     | 27  | 22 | 6  | 9  | 7  | 29 | 30 | -1   |
| 9    | East Riffa       | 27  | 22 | 6  | 9  | 7  | 27 | 32 | -5   |
| 10   | Malkiya Club     | 22  | 22 | 4  | 10 | 8  | 22 | 30 | -8   |
| 11   | Manama ClubP     | 22  | 22 | 6  | 4  | 12 | 23 | 38 | -15  |
| 12   | Setra Club       | 12  | 22 | 3  | 3  | 16 | 17 | 56 | -39  |

|  | Qualification pour la Coupe de l'AFC 2008 et la Coupe du golfe des clubs champions 2007 |
|  | Qualification pour la Ligue des champions arabes de football 2007-2008                  |
|  | Participation au barrage de relégation                                                  |
|  | Relégation en deuxième division                                                         |
|  | T : Tenant du titre C : Vainqueur de la Coupe du Bahreïn P : Promu de D2                |

### Matchs

#### Barrage de promotion-relégation
Un match de barrage doit être organisé puisque les 10e et 11e du classement, Malkiya Club et Manama Club ont terminé avec le même nombre de points. Le barrage est organisé sur un seul match.
| 21 mai 2007 | Malkiya Club | 1 - 2 a.p. | Manama Club |  |  |
|             |              |            |             |  |  |

## Bilan de la saison
| Championnat de Bahreïn de football 2006-2007                        |                              |
| Champion                                                            | Al Muharraq Club (29e titre) |
| Coupes et trophées                                                  |                              |
| Vainqueur de la Coupe de Bahreïn 2006-2007                          | Al Najma Club                |
| Qualifications continentales                                        |                              |
| Coupe de l'AFC 2008                                                 | Al Muharraq Club             |
| Coupe de l'AFC 2008                                                 | Al Najma Club                |
| Coupe du golfe des clubs champions 2007                             | Al Muharraq Club             |
| Coupe du golfe des clubs champions 2007                             | Al Najma Club                |
| Ligue des champions arabes de football 2007-2008                    | Riffa Club                   |
| Promotions et relégations                                           |                              |
| Promus en Bahraini Premier League                                   | Al Hadd SC                   |
| Promus en Bahraini Premier League                                   | Al Ittihad Bahreïn           |
| Relégués en Championnat de Bahreïn de football de deuxième division | Setra Club                   |
| Relégués en Championnat de Bahreïn de football de deuxième division | Malkiya SC                   |